# Sabrage

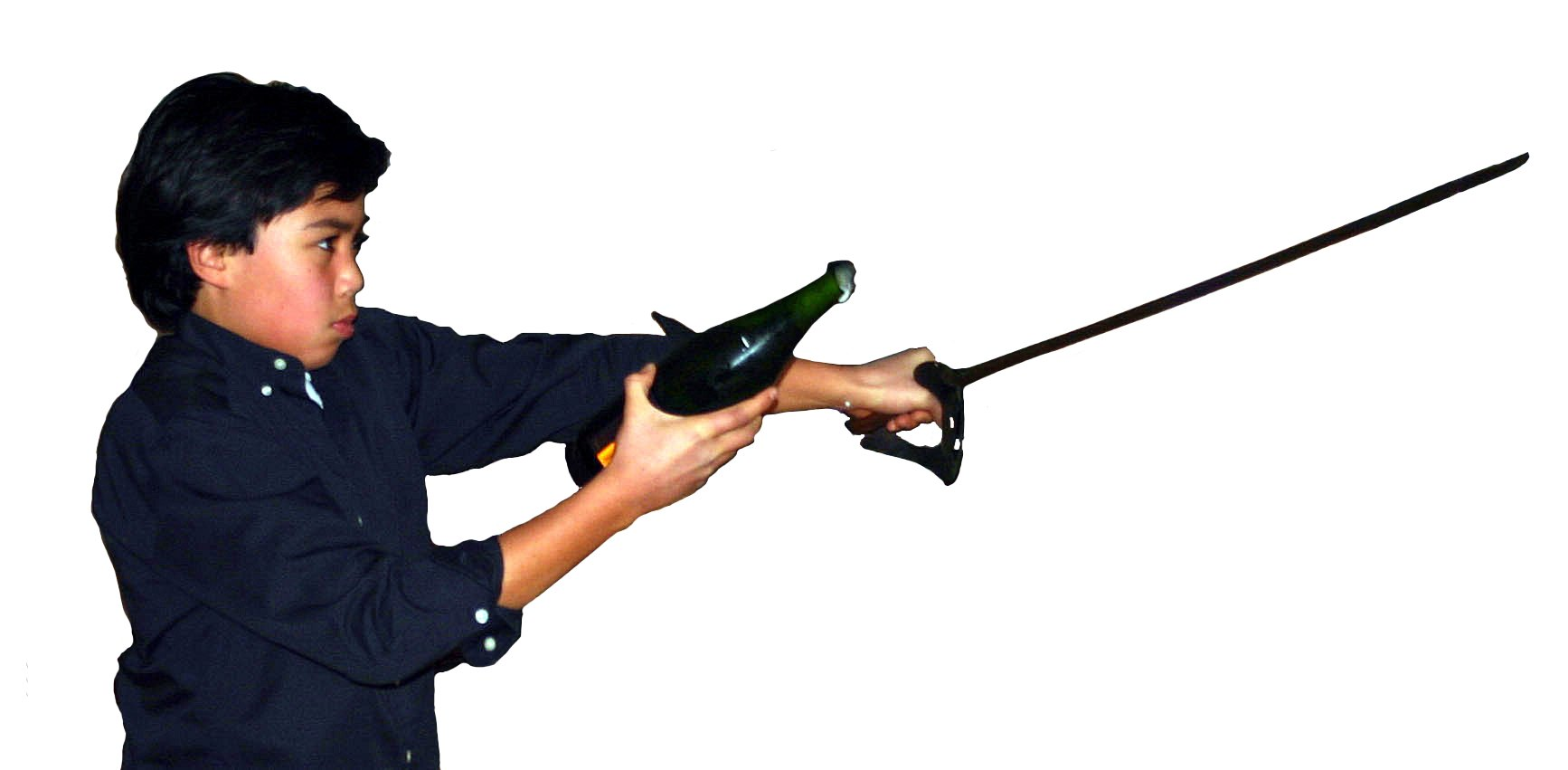
Sableado de una botella de champán.

Sabrage o sableado es una técnica para abrir una botella de champán con un sable. Se utiliza en ocasiones ceremoniales. El sable es deslizado por el cuerpo de la botella hacia la boca. La fuerza de la hoja que golpea el gollete rompe el vidrio, separando la parte superior del cuello del resto de la botella. El corcho y la corona permanecen juntos después de la ruptura del cuello. 

## Historia
Esta técnica se habría popularizado en Francia cuando el ejército de Napoleón Bonaparte visitó muchos de los dominios aristocráticos, poco después de la Revolución Francesa. El sable era el arma predilecta de la caballería de Napoleón, los húsares. Las espectaculares victorias de Napoleón a través de toda la Europa les dieron muchos motivos para celebrar. En esas fiestas la caballería abría el champán con sus sables. Esto probablemente haya sido alentado por Napoleón, quien habría dicho: "¡Champán! En la victoria uno lo merece; en la derrota uno lo necesita". 

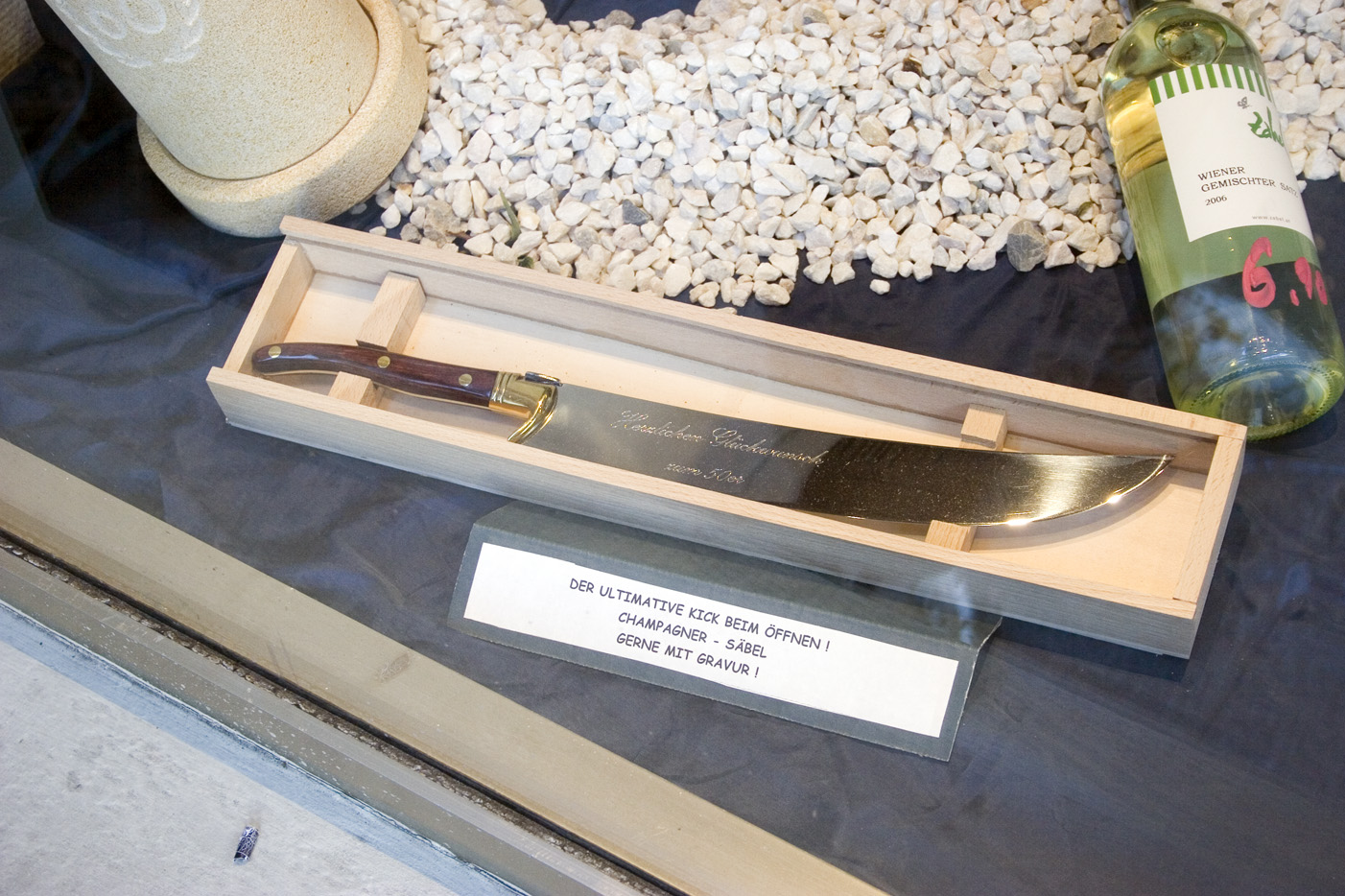
Sable para abrir champán.

Hay muchas historias acerca de esta tradición. Una de ellas habla de Madame Clicquot Ponsardin, quien habría heredado su pequeña casa de Champaña de su marido a los 27 años. Ella entretenía a los oficiales de Napoleón en su viña, quienes salían a primera hora de la mañana con sus botellas de champán y las abrían con su sable para impresionar a la joven viuda. 